# Karol Divin
Karol Divin, född 22 februari 1936 i Budapest, död 6 april 2022 i Brno, var en tjeckoslovakisk konståkare.
Han blev olympisk silvermedaljör i konståkning vid vinterspelen 1960 i Squaw Valley.